# Nü’erhong

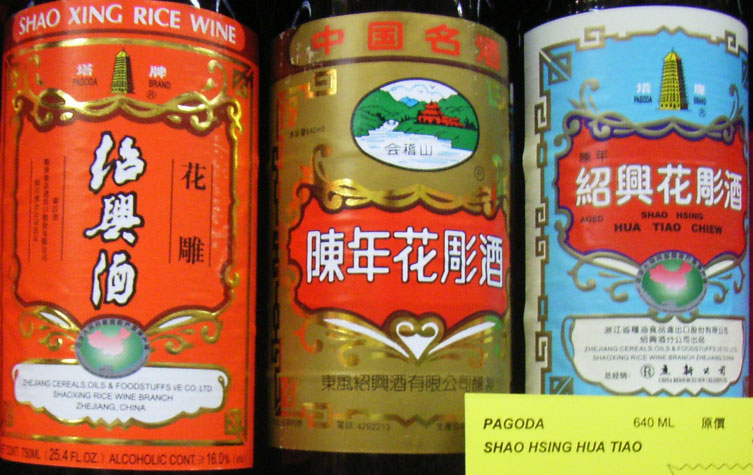
Huadiaojiu

Nü’erhong (język chiński: 女儿红, pinyin: nǚ’érhóng) – chiński napój alkoholowy, odmiana huangjiu wywodząca się z tradycji shaoxing. Znaki chińskie w nazwie dosłownie znaczą "córka-czerwony", co wiąże się z dawnym zwyczajem zakopywania glinianego naczynia z napojem podczas narodzin córki, po czym odkopywano ją w dzień jej ślubu, i wręczano jako prezent ślubny, przystrojoną na czerwono, co miało symbolizować szczęście. Naczynia te były ozdabiane motywami kwiatów, stąd druga nazwa tego trunku huadiaojiu (花雕酒).